# الیزا ایزورالد
الیزا ایزورالد (انگلیسی: Elisa Izaurralde; ۲۰ سپتامبر ۱۹۵۹ – ۳۰ آوریل ۲۰۱۸) دانشمند در زمینه زیست‌شیمی اهل اروگوئه بود.